# Microids
Microids (укр. Мікроїдс; з 2003 по 2007 – MC2-Microïds; до 2019 – Microïds) — французька компанія, яка займається видавництвом та розробкою відеоігор, зі штаб-квартирою в місті Монруж, передмістя Парижу, Франція. Одна з найвідоміших компаній у Європі, в основному завдяки випуску відеоігор Amerzone та Syberia.

## Історія
Своє існування компанія починає з 1985 року. Спочатку, впродовж перших 10 років, компанія займалася виробництвом ігор, але в 1995 році стала займатися виданням і цифровою дистрибуцією. З часом, головний дизайнер компанії, Бенуа Сокаль, покинув Microïds, задля заснування нової власної компанії White Birds Productions, яка під кінець 2010 року збанкрутіла. 
У 2003 році Еммануель Олів'є (засновник Index +) створив нову компанію під назвою MC2 France, яка згодом об'єдналася з Microïds й мала назву MC2-Microïds.
Восени 2003 року компанія MC2-Microïds придбала іншого європейського видавця, Wanadoo Edition, задля їх угоди зі французьким урядом, який потім, згідно з угодою, допоміг Microïds не збанкрутіти. У рамках цієї угоди компанія Wanadoo володіла 12% акцій Microïds та стала її акціонером. Після відставки засновника компанії, Еліота Грассіано, новим генеральним директором стає Еммануель Олів'є.
У лютому 2004 року компанія налічувала понад 150 співробітників, 95 з яких працювало в Монреалі.
В березні 2005 року компанія з розробки ігор Ubisoft оголосила, що має намір придбати MC2-Microïds в Канаді, й інтегрувати його зі студією Ubisoft у Монреалі. За угодою, MC2-Microïds повинні були передати під керівництво Ubisoft лише п'ятдесят власних співробітників й технічне оснащення; однак угода не передбачала передачу інтелектуальної власності. В період між 2003 і 2005 був утворений новий підрозділ компанії, Arm Microïds Ltd., у Великій Британії. У 2005 році підрозділ компанії в Італії, Microïds Italy, відокремився від компанії, перетворившись на нового італійського видавця, Blue Label Entertainment.
28 листопада 2007 року MC2 France офіційно відновила бренд Microïds. Тепер усі майбутні проєкти компанії будуть випущені під брендом MICROÏDS Paris, бо штаб-квартира розташована в місті Монруж, передмісті Парижу, або MICROÏDS Montreal, бо компанія відкрила новий підрозділ у Монреалі. У грудні 2007 року підприємство відкрило власний інтернет-магазин, запущений на Metaboli, вебсайті хмарного геймінгу; пізніше сервіс з продажу ігор було покращено й перезапущено в наступному році.
20 жовтня 2008 року Microïds придбали бренди та інтелектуальну власність компанії Cryo Interactive, яка була визнана банкрутом у 2002 році. Microïds також публікує ігри незалежної компанії, Kheops Studio.
23 листопада 2009 року Anuman Interactive Annonce опублікували інформацію щодо їх придбання бренду та всіх пов'язаних ліцензій компанії Microïds. Угода Microïds між Anuman й MC2 вступила в дію 1 січня 2010 року.
8 квітня 2010 року Microïds поділилися власною стратегією на 2010 рік, й розповіли про розробку Dracula 4: Тінь Дракона, Syberia 3 та адаптацію багатьох ігор власного бренду для IPad та iPhone. У 2011 році був придуманий новий логотип компанії, спеціально до утворення їх нового вторинного бренду «MICRoïdS Games For All», яка зосереджується навколо не пригодницьких ігор компанії.
26 листопада 2012 року було оголошено, що Елліот Грассіано, засновник Microïds, буде наглядати за розробкою нових ігор як віцепрезидент відділу Microïds.
19 серпня 2013 року було оголошено про те, що компанія Anuman Interactive Annonce купила ліцензію на розробку та випуск ігор на основі творів Агати Крісті, які будуть випускатися під брендом Microïds.
28 травня 2021 року після тривалої боротьби з не названою хворобою у віці 66 років помирає Бенуа Сокаль, пропрацювавши у Microids близько 25 років. «Справжній візіонер і надзвичайно талановитий художник, Бенуа залишив незгладимий слід в історії Microids... Уся команда Microids поділяє горе його сім'ї та друзів» – повідомив представник Microids наступної доби. 
У червні 2021 року стало відомо, що компанія відкриває нову дочірню студію Microids Studio Lyon в місті Ліон, Франція. Як повідомило керівництво Microids, нова студія зосередиться на створенні пригодницьких відеоігор та налічуватиме близько двадцяти співробітників. Новостворену Microids Studio Lyon очолив Девід Шомард.
У жовтні 2021 року компанія оголосила про відкриття нової дочірньої студії «Microids Studio Paris» у Парижі, Франція. Очолив студію Антуан Вієт (фр. Antoine Villette), співзасновник та колишній президент французької розробницької компанії «Darkworks», а також директор відеогри «Cold Fear». Новосформована команда зосереджуватиметься на створенні пригодницьких відеоігор.

## Логотип
За час існування підприємство встигло кілька разів змінити дизайн власного логотипа. Востаннє така зміна відбулася 11 липня 2019 року, після анонсування інформації щодо майбутніх планів підприємства.

(2005–2012)
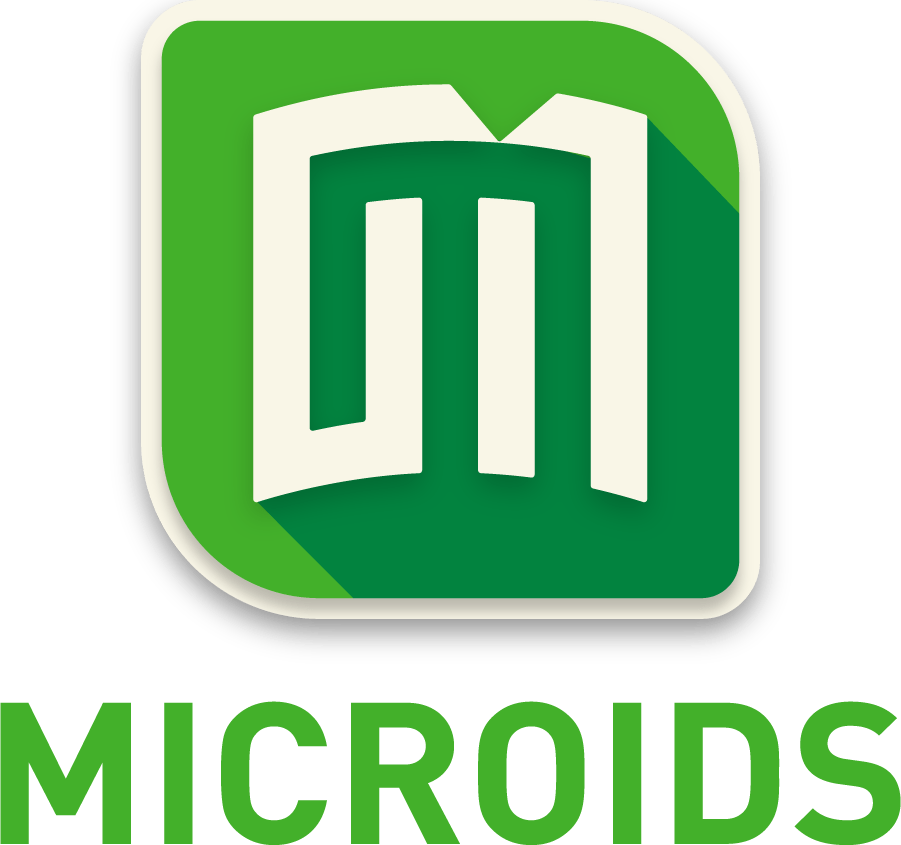
(2019–)